# Josef Fendt
Josef Fendt, nemški sankač in športni funkcionar, * 6. oktober 1947, Berchtesgaden, Zahodna Nemčija.
Fendt je na sankaških tekmovanjih sodeloval od sredine 60. do sredine 70. let. Nastopil je na dvojih Zimskih olimpijskih igrah in leta 1976 v avstrijskem Innsbrucku osvojil srebrno kolajno.
Poleg olimpijskih iger je Fendt tekmoval tudi na več Svetovnih sankaških prvenstvih. Na slednjih je osvojil dve zlati kolajni, v letih 1970 in 1974. Do kolajne se je dokopal tudi na Evropskem prvenstvu 1973, tedaj je v Königsseeju prisankal do srebra.
Po koncu aktivne sankaške kariere je pričel Fendt aktivno sodelovati v Mednarodni sankaški zvezi (FIL). Leta 1985 so ga imenovali za podpredsednika športa za umetne proge, ta položaj je opravljal vse do smrti prvega predsednika zveze Berta Isatitscha februarja 1994. Njegov naslednik je po glasovanju junija tisto leto postal prav Fendt.
6. oktobra 2008 so Fendta za njegov 61. rojstni dan v Münchnu počastili z Zvezno nagrado za zasluge (križcem reda za zasluge Zvezne republike Nemčije). Nagrado si je prislužil s svojim prispevkom nemškemu sankanju. 
Fendt se je na naslovnicah svetovnih medijev znašel v februarju 2010 po smrti gruzijskega sankača Nodarja Kumaritašvilija na treningu na dan otvoritvene slovesnosti Zimskih olimpijskih iger 2010. Kumaritašvili je tedaj postal četrta smrtna žrtev v zgodovini Zimskih olimpijskih iger. Takoj po nesreči so se začeli pojavljati očitki o neustrezni varnostni opremljenosti proge, o zatiskanju oči odgovornih pri zvezi glede doseganja (pre)visokih hitrosti, itd. Fendt se je v imenu celotne Mednarodne sankaške zveze vse od dneva nesreče, 12. februarja 2010, branil vseh očitkov. Na spletnih straneh zveze so 19. aprila 2010 objavili končno poročilo o primeru in se v njem oddaljili od krivde za Kumaritašvilijevo smrt. V poročilu so njegovo smrt označili za »nepredvidljivo nesrečo.«

## Zasebno življenje
Njegova sestra, Andrea Fendt, se je prav tako ukvarjala s sankanjem. Na Svetovnem prvenstvu 1978 je v avstrijskem Imstu v ženskem enosedu prisankala do srebra.